# Santeuil (Val-d'Oise)
Pour les articles homonymes, voir Santeuil.
Santeuil est une commune française située dans le département du Val-d'Oise, en région Île-de-France.
Ses habitants sont appelés les Santeuillais(es).

## Géographie

### Localisation
Santeuil est un village périurbain du Vexin français, dans la vallée de la Viosne.

### Voies de communication et transports
Santeuil est desservie par la gare de Santeuil - Le Perchay sur la ligne de Saint-Denis à Dieppe, moyennant les trains de la ligne J du Transilien reliant Paris-Saint-Lazare à Gisors-Embranchement. Le GR 1 traverse le territoire communal.

### Communes limitrophes
La commune est limitrophe de Marines, Us, Le Perchay, Brignancourt, ainsi que de Frémécourt et de Moussy bien qu'il n'y ait pas d'accès direct par la route pour ces deux dernières communes.
|            | Brignancourt | Marines    |
| Moussy     | Santeuil     | Frémécourt |
| Le Perchay |              | Us         |

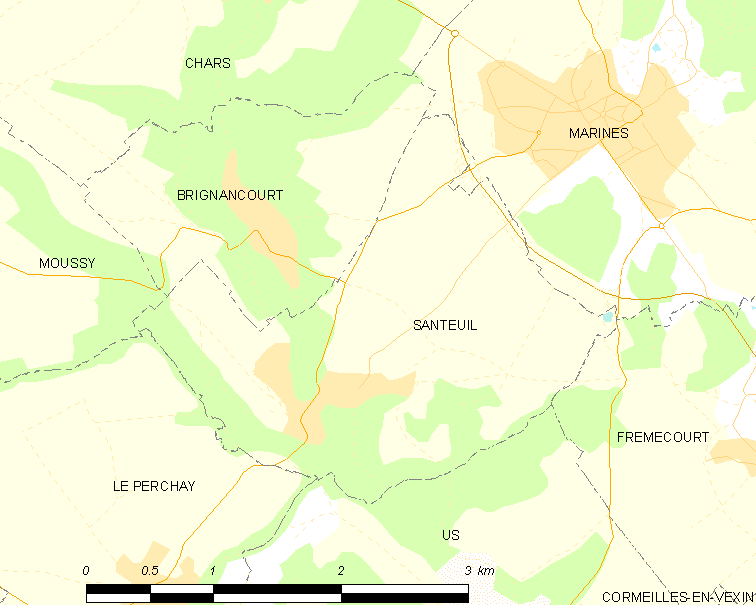
Carte de la commune.
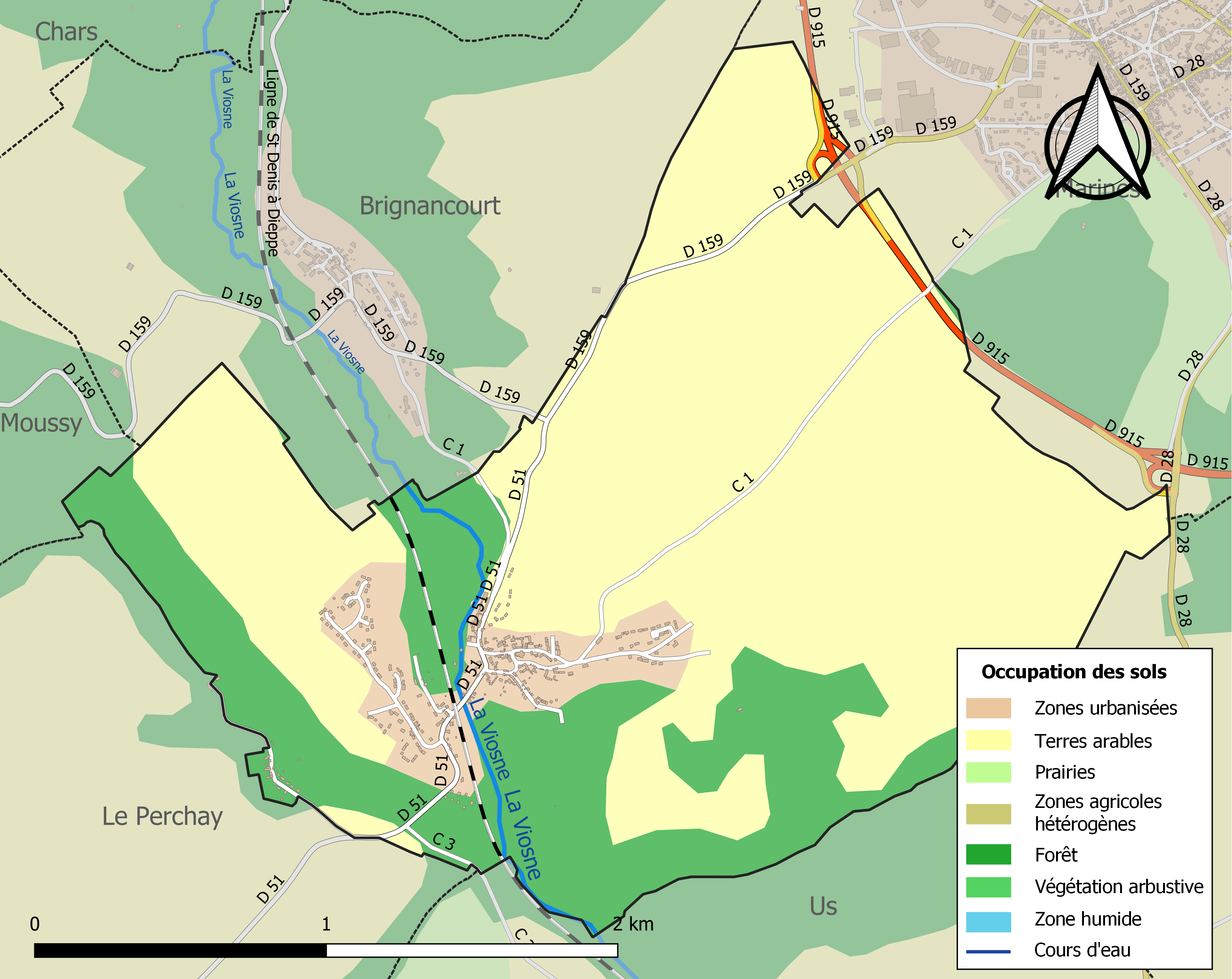
Occupation des sols.

### Hydrographie
La commune est drainée par la Couleuvre et Viosne, qui confluent au sud-est du territoire communal. Leurs eaux se jettent  dans  l'Oise, puis dans le fleuve la Seine.

### Climat
Pour des articles plus généraux, voir Climat de l'Île-de-France et Climat du Val-d'Oise.
En 2010, le climat de la commune est de type climat océanique dégradé des plaines du Centre et du Nord, selon une étude du CNRS s'appuyant sur une série de données couvrant la période 1971-2000. En 2020, Météo-France publie une typologie des climats de la France métropolitaine dans laquelle la commune est exposée à un climat océanique et est dans la région climatique Sud-ouest du bassin Parisien, caractérisée par une faible pluviométrie, notamment au printemps (120 à 150 mm) et un hiver froid (3,5 °C).
Pour la période 1971-2000, la température annuelle moyenne est de 11 °C, avec une amplitude thermique annuelle de 14,8 °C. Le cumul annuel moyen de précipitations est de 678 mm, avec 10,8 jours de précipitations en janvier et 7,6 jours en juillet. Pour la période 1991-2020, la température moyenne annuelle observée sur la station météorologique la plus proche, située sur la commune de Boissy-l'Aillerie à 9 km à vol d'oiseau, est de 11,2 °C et le cumul annuel moyen de précipitations est de 635,8 mm,. Pour l'avenir, les paramètres climatiques de la commune estimés pour 2050 selon différents scénarios d'émission de gaz à effet de serre sont consultables sur un site dédié publié par Météo-France en novembre 2022.

## Urbanisme

### Typologie
Au 1er janvier 2024, Santeuil est catégorisée bourg rural, selon la nouvelle grille communale de densité à sept niveaux définie par l'Insee en 2022.
Elle est située hors unité urbaine. Par ailleurs la commune fait partie de l'aire d'attraction de Paris, dont elle est une commune de la couronne,. Cette aire regroupe 1 929 communes,.

## Toponymie
"Santeuil" du nom gaulois Centos, (et de ialo (clairière), « la clairière de Sanctus ».
Le nom provient du latin Santolium. Dans un terrier de 1608 on l'écrit Santheuil et au XVIIIe siècle, sur différents écrits Santeüil[réf. nécessaire].

## Histoire
La présence de l'homme préhistorique sur le territoire de la commune est attestée par les nombreuses traces qu'il a laissées dont des haches taillées, des haches polies, couteaux, grattoirs, pointes de flèches en particulier dans les lieux-dits « Les Pipes », « Le Buisson des Grès », « La Buterne », « La Tête de la Vallée », « Le Chemin de Pontoise », « Les Vignes », « Les Tourneaux », « Les Ronces ».
Le village, d'origine très ancienne, existait à l'Époque gallo-romaine, en raison de la découverte de fondations de bâtiments en pierre. À cette époque, les chercheurs supposent que le village était plus important qu'il ne l'est à l'époque moderne à la suite de la découverte d'un grand nombre de cercueils en pierre.
Situé dans le Vexin, pays des Véliocasses, le territoire était compris, sous la domination romaine, dans la Gaule lyonnaise
A l'époque mérovingienne, Santeuil fait partie du royaume de Neustrie théâtre des luttes des Rois de France avec les Vikings à l'époque carolingienne. Il est à supposer que Santeuil, comme la plupart des localités du Vexin, n'échappa pas aux ravages des Normands jusqu'au traité de Saint-Clair-sur-Epte en 911.
Passé dans le domaine royal, les comtes du Vexin français avaient l'honneur de porter l'oriflamme de l'abbaye de Saint-Denis dont le Roi était le vassal.
Cette oriflamme, qui devint l'étendard royal, était prise chaque fois que le roi partait en guerre. C'était un morceau de taffetas couleur de feu, sans broderies ni figure, fendu en bas en trois endroits, orné de houppes de soie verte et suspendu au bout d'une lance dorée.
En 1124, le Vexin français est cédé au royaume d'Angleterre. En 1126, à la mort du roi d'Angleterre Henri Ier Beauclerc le territoire passe dans les mains de sa fille Mathilde l'Emperesse malgré l'opposition d'Étienne de Blois. Ainsi le XIIe siècle est émaillé de combats de village à village, avec pillages, incendies, luttes contre les Anglais qui étaient maitres de la Normandie. En 1167, Louis VII le Jeune ayant attaqué plusieurs villages du Vexin Normand, les troupes anglaises envahissent le Vexin Français et brûlent Chars et probablement les localités voisines dont Santeuil.
Durant la guerre de Cent Ans, le Vexin français est ravagé à plusieurs reprises, en particulier par Charles le Mauvais.
En 1757, la portion du territoire comprise dans la vallée de la Viosne est ravagée par une inondation.
Les vignes couvraient depuis les temps immémoriaux le territoire. Une grande partie ne survécurent pas lors de l'hiver 1784 qui fut particulièrement rigoureux.
Le 12 juillet 1788, un orage de grêle produit des dégâts sur 13 communes. Le lendemain un nouvel orage de grêle détruit 26 autres paroisses.
En 1791, le hameau de Vallière est distrait de Santeuil et rattaché au Perchay.
Le 14 décembre 1836, Vallière est de nouveau rattaché à la commune de Santeuil.

### Hameau de Vallière
Situé entre Le Perchay et Santeuil ce hameau de quelques habitations situé près d'un étang a son origine d'un moulin qui existait dès le XIIIe siècle et, en 1778, il abritait un relais de chasse. En 1791 le hameau est rattaché au Perchay. Après de nombreuses contestations des habitants du hameau, il réintègre Santeuil par ordonnance royale de 1836.

## Politique et administration

### Intercommunalité
La commune, initialement membre de la communauté de communes Val de Viosne, est membre, depuis le 1er janvier 2013, de la communauté de communes Vexin centre.
En effet, cette dernière a été constituée le 1er janvier 2013 par la fusion de la communauté de communes des Trois Vallées du Vexin (12 communes), de la communauté de communes Val de Viosne (14 communes) et  de la communauté de communes du Plateau du Vexin (8 communes), conformément aux prévisions du schéma départemental de coopération intercommunale du Val-d'Oise approuvé le 11 novembre 2011.

### Liste des maires
| Période                                  | Période                    | Identité             | Étiquette | Qualité                    |
| ---------------------------------------- | -------------------------- | -------------------- | --------- | -------------------------- |
| Les données manquantes sont à compléter. |                            |                      |           |                            |
| 1891                                     | 1904                       | Eugène Vaillant      |           |                            |
| 1904                                     | 1909                       | Alexandre Vaillant   |           |                            |
| 1909                                     | 1912                       | Louis Meslin         |           |                            |
| 1912                                     | 1913                       | Théophile Guinard    |           |                            |
| 1913                                     | 1919                       | Louis Meslin         |           |                            |
| 1919                                     | 1922                       | Emmanuel Gueret      |           |                            |
| 1922                                     | 1928                       | Gaston Vaillant      |           |                            |
| 1928                                     | 1929                       | Léon Vignier         |           |                            |
| 1929                                     | 1930                       | Marie Albert Cresson |           |                            |
| 1930                                     | 1932                       | Oscar Vignier        |           |                            |
| 1932                                     | 1934                       | André Bouvet         |           |                            |
| 1934                                     | 1952                       | Émile Lacoffe        |           |                            |
| 1952                                     | 1983                       | René Simon           |           |                            |
| mars 1983                                | 1989                       | Denis Dieu           | PS        | ingénieur DDE              |
| mars 2001                                | 2008                       | Jean Brugeilles      | DVD       |                            |
| mars 2008                                | 2014                       | Jean-François Michel |           |                            |
| 2014                                     | juillet 2020               | Marie-Anne Cussot    |           |                            |
| juillet 2020                             | avril 2021                 | Pierre Dérouillac    |           | Démissionnaire             |
| juin 2021                                | En cours (au 11 juin 2021) | Florent Ambrosino    |           | Gestionnaire de patrimoine |

## Population et société

### Démographie
L'évolution du nombre d'habitants est connue à travers les recensements de la population effectués dans la commune depuis 1793. Pour les communes de moins de 10 000 habitants, une enquête de recensement portant sur toute la population est réalisée tous les cinq ans, les populations de référence des années intermédiaires étant quant à elles estimées par interpolation ou extrapolation. Pour la commune, le premier recensement exhaustif entrant dans le cadre du nouveau dispositif a été réalisé en 2007.

En 2022, la commune comptait 660 habitants, en évolution de −0,6 % par rapport à 2016 (Val-d'Oise : +4 %, France hors Mayotte : +2,11 %).
| 1793 | 1800 | 1806 | 1821 | 1831 | 1836 | 1841 | 1846 | 1851 |
| ---- | ---- | ---- | ---- | ---- | ---- | ---- | ---- | ---- |
| 218  | 175  | 225  | 216  | 186  | 188  | 182  | 199  | 184  |

| 1856 | 1861 | 1866 | 1872 | 1876 | 1881 | 1886 | 1891 | 1896 |
| ---- | ---- | ---- | ---- | ---- | ---- | ---- | ---- | ---- |
| 189  | 183  | 165  | 173  | 160  | 155  | 156  | 125  | 162  |

| 1901 | 1906 | 1911 | 1921 | 1926 | 1931 | 1936 | 1946 | 1954 |
| ---- | ---- | ---- | ---- | ---- | ---- | ---- | ---- | ---- |
| 144  | 110  | 131  | 211  | 149  | 162  | 167  | 192  | 250  |

| 1962 | 1968 | 1975 | 1982 | 1990 | 1999 | 2006 | 2007 | 2012 |
| ---- | ---- | ---- | ---- | ---- | ---- | ---- | ---- | ---- |
| 242  | 282  | 309  | 442  | 562  | 578  | 601  | 604  | 644  |

| 2017 | 2022 | - | - | - | - | - | - | - |
| ---- | ---- | - | - | - | - | - | - | - |
| 672  | 660  | - | - | - | - | - | - | - |

## Culture locale et patrimoine

### Lieux et monuments

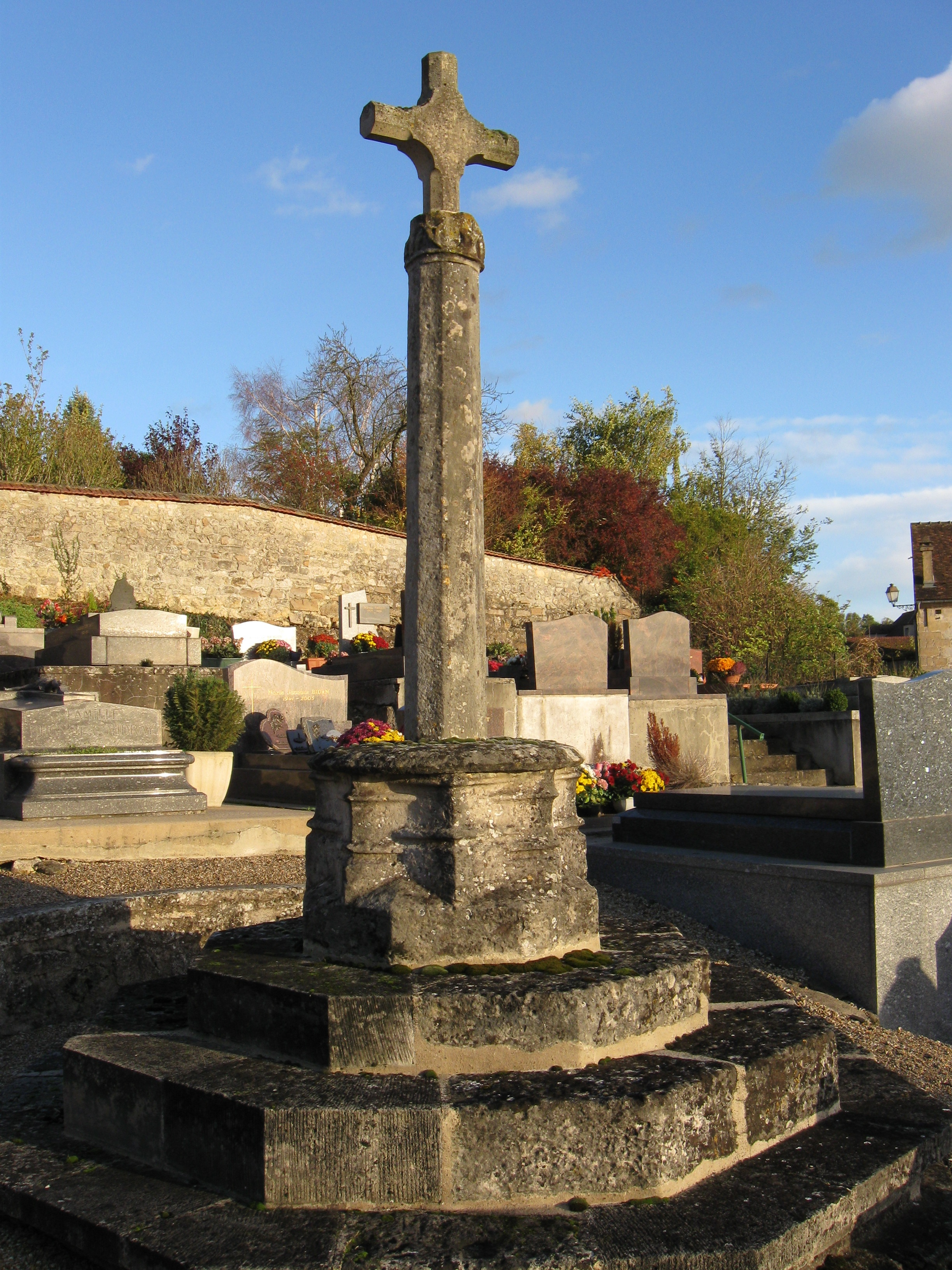
Croix de cimetière.

Santeuil compte deux monuments historiques sur son territoire :
- Église Saint-Pierre-et-Saint-Paul, rue de l'Église (classée monument historique par arrêté du 30 octobre 1894[28]).

C'est l'une des rares églises n'ayant pas été endommagées pendant la guerre de Cent Ans et ni n'ayant subi de reconstruction au XVIe siècle, si bien qu'elle se présente dans ses grands traits dans la même apparence que lors de son achèvement au XIIIe siècle. La restauration de la fin du XIXe siècle n'a pas altéré le caractère de l'édifice.
De plan cruciforme, il se compose d'une haute nef de quatre travées accompagnée de ses deux bas-côtés ; d'un transept nettement plus bas que la nef ; d'un clocher central se dressant au-dessus de la croisée du transept ; d'un chœur carré au chevet plat ; et de deux petites chapelles orientées à l'angle entre les bras du transept et la première travée du chœur. La construction de l'édifice a vraisemblablement commencé avant 1150, et le chœur et le transept voûtés en berceau brisé remontent à cette époque. La voûte d'ogives au-dessus du carré de transept ne date que du XIIIe siècle et s'inscrit dans la reconstruction de la nef et des bas-côtés, également voûtés d'ogives.
La nef ne mesure que 3,5 m de largeur à l'intérieur et présente à l'intérieur une élévation sur trois niveaux, inspirée encore du style gothique primitif de la seconde moitié du XIIe siècle. Les arcades donnant sur les bas-côtés reposent sur de gros piliers cylindriques isolés ; les arcades du triforium longtemps bouchées s'ouvrent directement sur les combles des bas-côtés ; et des fenêtres hautes en tiers-point, sans remplage, laissent entrer le jour. Depuis la façade occidentale, une rosace entourée d'une succession de trois tores et de deux rangs de feuilles d'acanthe éclaire la nef. La façade occidentale subsiste du milieu du XIIe siècle et présente un portail à la triple archivolte en cintre brisé, avec des chapiteaux sculptés en feuillages divers. La tourelle d'escalier à gauche de la façade a été ajoutée au XIIIe siècle. Les baies des bas-côtés ont été repercées à l'époque moderne, et celles aux extrémités nord et sud du transept dès le XIIIe siècle. Les croisillons gardent toutefois sur leurs murs latéraux les baies plein cintre de l'époque romane. Comme particularité, les croisillons se prolongent vers l'est par des petites chapelles basses, dont celle au sud a perdu son caractère lors d'un remaniement. Le chœur s'ouvre sur le transept par un arc triomphal en tiers-point qui est d'origine. Le mur méridional du chœur ne date que du XVIIIe siècle, et la grande verrière du chevet a été établie au XIVe siècle quand le mur oriental a également été rebâti. Reste à signaler un portail roman bouché à l'ouest du croisillon sud, faisant face à un portail en anse de panier richement sculpté du XVe siècle, dans la troisième travée du bas-côté sud. Quant au clocher particulièrement gracieux, il remonte aux origines de l'église et se compose de deux étages ajourés de deux baies plein cintre par niveau et par face, ainsi que d'une flèche octogonale en pierre assortie de quatre cônes aux extrémités. Les angles du clocher sont occupés par des colonnes enserrées entre les contreforts, et jusqu'au premier étage, ces derniers prennent eux-mêmes la forme de colonnes. Les baies assez étroites sont précédées par des archivoltes beaucoup plus généreuses, dont les colonnes sont garnies de chapiteaux de différents types. Au premier étage, les ouvertures elles-mêmes sont également cantonnées de colonnes à chapiteaux et les archivoltes se partagent une seule colonne centrale, ce qui n'est pas le cas au second étage, où les archivoltes sont légèrement espacées et les baies dépourvues de colonnes,.
- Croix de cimetière, sur le cimetière ancien près de l'église (classée monument historique par arrêté du 15 juin 1938[31]).

La croix en pierre sculptée possède des bras de longueur égale et biseautés. Elle est placée sur le sommet d'un fût octogonal qui prend appui dans un socle également octogonal, dont les faces sont évasées, ce qui a permis d'agrémenter les angles de moulures structurantes. Le socle repose sur un soubassement de quatre degrés.
On peut également signaler : 
- Lavoir, à côté de la mairie.

Le bassin rectangulaire se situe à l'air libre et est entouré de murs en moellons. On y descend par quelques marches d'escalier. D'un côté, un toit en appentis a été reconstitué.

### Personnalités liées à la commune
Liste de seigneurs de Santeuil
Vers le XIIIe siècle Santeuil semble appartenir à la famille Maudétour. Le premier propriétaire attesté est Aélis où Adélaïde de Santeuil fille de Thibault de Maudétour, puis Gauthier de Santeuil qui cède en 1211 à l'église Saint-Rémi de Marines un droit de champart sur la terre de Marines puis Jean de Santeuil. En 1237 Guillaume de Mauvoisin, seigneur de Fontenay cède les dîmes de Santeuil à l'abbaye Notre-Dame de Bonport, près de Pont de l'Arche, dîmes qui avaient été acquises par Isabelle de Davron de Thibaud du Moustier de Bréançon.
Vers la fin du XIVe siècle, la plus grande partie de Santeuil appartenait à Amaury d'Orgemont. En 1380, Gasle de Bouconvilliers baille aveu d'un fief qu'il tient d'Amaury d'Orgemont. La même année Pierre Aumont le Hutin possède un fief sur Santeuil. Le 3 février 1392 Philipot de Taverny au Tauny, escuyer, rend aveu à Amaury d'Orgemont, seigneur de Marines et de Chantilly, chancelier du duc d’Orléans pour un fief sis à Santeuil.
En 1357, Regnault de Trie, dit Billehaut, vend la terre de Chars à Pierre Ier d'Aumon] qui devient, en 1380, seigneur d'un fief de Santeuil de 15 arpents de terre, 40 arpents de bois, 2 arpents de pré, des censives et avoinages et grains sur des maisons et terres et sur la grande communauté, l'arrière fief de Jean Remon, de 3 arpents et demi et des champarts, plus trois autres petits fiefs à Santeuil. Lui succède, 
- Pierre II d'Aumont le Hutin, nommé porte oriflamme du roi Charles VII,
- Pierre III d'Aumont, également porte oriflamme, en 1409,
- Jean IV d'Aumont le Hutin, échanson du roi qui fut tué à la bataille d'Azincourt,
- Jacques d'Aumont, conseiller et chambellan de Philippe le Bon
- Pierre d'Aumont, fils du précédent,
- Ferry d'Aumont, dont la pierre tombale de l'église Saint-Lucien de Méru rappelle les titres; d'après l'inscription de cette pierre, les Sires d'Aumont étaient seigneurs : d'Aumont, Berthecourt, Villers-sur-Thère, Amblainville, Hénonville, Berville, Boulène, Agnicourt, Lardières, Corbeil-Cerf, Andeville, Crèvecœur, Soubriant, Lacy, Chars, Le Bouccot, Moussy-le-Perreux, Santeuil, Vignacourt, Courcelles-sur-Viosne, Jouy-la-Fontaine. Ils possédaient le fief de « Clercelles » à Pontoise et étaient seigneurs châtelains de Méru.
- Louise d'Aumont, fille du précédent épousa François de Rouville qui devint baron de Chars.

À partir de cette époque (vers 1520), Santeuil parait être rattachée presque entièrement à la seigneurie de Marines et n'appartient plus aux barons de Chars, car il n'en est plus fait mention dans leurs titres.
Conformément à une lettre de terrier délivrée par Henri IV le 8 mars 1608, il est dressé par Maîtres Jehan Moreau et Jacques François notaires à Pontoise, un registre terrier en faveur de Messire Nicolas Brûlart, chevalier, seigneur de Sillery, Marines, Le Rosnel, Génicourt, Santheuil, Gérocourt, Livilliers, vicomte de Puiseux, chancelier de France et de Navarre.
Par contrat du 14 mai 1623, le seigneur de Marines déclare qu'il réunit à sa terre de Santheuil le fief de Dampont.
Plus tard, le maréchal de Créquy acheta quelques terres de la seigneurie et réunit à la terre de Chars à peu près toutes les seigneuries qui en étaient sorties autrefois.
En 1706 apparaît comme baron de Chars et seigneur de nombreuses localités parmi lesquelles se trouve Santeuil, monsieur de Rivié, ancien maréchal-ferrant anobli par Louvois pour lui avoir guéri un cheval auquel il tenait beaucoup ! Monsieur de Rivie obtint de Louvois une fourniture de chevaux pour l'armée et gagna ainsi beaucoup d'argent. Il acheta alors les héritages de la Maréchale de Créquy, Catherine de Rougé, et de divers autres seigneurs les seigneuries de Chars, Marines, Ressons, Le Bellay, Bercagny, Brignancourt, Santeuil, Frémécourt, Génicourt, Gérocourt, Livilliers, Bréançon, Le Rosnel, Le Fay, Le Heaulme, Liancourt, Ricquebourg, La Neuville, Royaumont, La Rivière et Neuilly-sur-Chars.
La seigneurie passe ensuite aux mains de
- Etienne de Rivié de Riquebourg, son fils
- Yvonnette de Rivié de Riquebourg, fille du précédent, qui épousa le marquis Louis de Gouy d'Arsy, maréchal des camps et armées du roi, chevalier de l'ordre militaire de Saint-Louis qui devint baron de Chars et seigneurs des nombreuses localités citées ci-dessus parmi lesquelles Santeuil. Il habitait Marines.
- Louis Marthe de Gouy d'Arsy, fils des précédents, quitte Marines et est élu député de Saint Domingue ou il avait de grandes propriétés.

### Héraldique
| Blason de Santeuil (Val-d'Oise) | Blason  | Parti : fascé d'argent et de gueules de dix pièces, au lion de sable couronné d'or et brochant sur le tout, au franc-canton de gueules chargé d'une bande d'or. |
| Blason de Santeuil (Val-d'Oise) | Détails | |